# World Amateur Bodybuilding Championships
De World Amateur Bodybuilding Championships (vroeger IBFF Mr. Universe genaamd) is een bodybuilding competitie voor mannen, georganiseerd door International Federation of BodyBuilders (IFBB) en werd voor het eerst gehouden in 1959. In 1976 werd de naam veranderd om verwarring met de NABBA Mr. Universe te voorkomen.
De 2005 kampioenschappen werden gehouden in Shanghai, China op 23-28 november 2005.

## Winnaars

### Klassen
Van 1959 tot 1969 was er slechts 1 klasse: open, in 1970 werd dit opgesplitst in 3 klassen: Klein (onder 5'5" (1,65 m)), Gemiddeld (onder 5'8" (1,73 m)), Lang (vanaf 5'8" (1,73 m)), waarna uit de 3 winnaars uit de verschillende klassen een totale winnaar wordt gekozen. In 1976 werd dit systeem afgeschaft en werden de deelnemers beoordeeld op gewicht. De gewichten per categorie zijn door de jaren heen wel wat veranderd, maar dit zijn de meest recente getallen(2005). De getallen tussen de haakjes zijn het maximum gewicht per categorie.
- Vlieggewicht (60 kg, 132 lb)
- Bantamgewicht (65 kg, 143 lb)
- Lichtgewicht (70 kg, 154 lb)
- Weltergewicht (75 kg, 165 lb)
- Licht-Middelgewicht (80 kg, 176 lb)
- Middelgewicht (85 kg, 187 lb)
- Licht-Zwaargewicht (90 kg, 198 lb)
- Zwaargewicht (boven 90 kg, 198 lb)

Tussen1976 en 1995 waren er alleen winnaars per klasse, geen winnaar over het totaal.

### Resultaten
| Jaar | Locatie                | Winnaar Totaal        |
| ---- | ---------------------- | --------------------- |
| 1959 | Montreal, Canada       | Eddie Slyvestre       |
| 1960 | Montreal, Canada       | Chuck Sipes           |
| 1961 | Geen wedstrijd         | Geen wedstrijd        |
| 1962 | New York, VS           | George Eifferman      |
| 1963 | New York, VS           | Harold Poole          |
| 1964 | New York, VS           | Larry Scott           |
| 1965 | New York, VS           | Earl Maynard          |
| 1966 | New York, VS           | Dave Draper           |
| 1967 | Montreal, Canada       | Sergio Oliva          |
| 1968 | Miami, VS              | Frank Zane            |
| 1969 | New York, VS           | Arnold Schwarzenegger |
| 1970 | Belgrado, Joegoslavië  | Franco Columbu        |
| 1971 | Parijs, Frankrijk      | Albert Beckles        |
| 1972 | Bagdad, Irak           | Ed Corney             |
| 1973 | Genève, Zwitserland    | Lou Ferrigno          |
| 1974 | Verona, Italië         | Lou Ferrigno          |
| 1975 | Pretoria, Zuid-Afrika  | Ken Waller            |
| 1976 | Montreal, Canada       |                       |
| 1977 | Nîmes, Frankrijk       |                       |
| 1978 | Acapulco, Mexico       |                       |
| 1979 | Columbus, VS           |                       |
| 1980 | Manilla, Filipijnen    |                       |
| 1981 | Caïro, Egypte          |                       |
| 1982 | Brugge, België         |                       |
| 1983 | Singapore              | Bob Paris             |
| 1984 | Las Vegas, VS          |                       |
| 1985 | Göteborg, Zweden       | Lee Labrada           |
| 1986 | Tokio, Japan           |                       |
| 1987 | Madrid, Spanje         |                       |
| 1988 | Brisbane, Australië    |                       |
| 1989 | Parijs, Frankrijk      |                       |
| 1990 | Kuala Lumpur, Maleisië |                       |
| 1991 | Katowice, Polen        |                       |
| 1992 | Graz, Oostenrijk       |                       |
| 1993 | Seoel, Zuid-Korea      |                       |
| 1994 | Shanghai, China        |                       |
| 1995 | Guam                   |                       |
| 1996 | Amman, Jordanië        | Jeno Kiss             |
| 1997 | Praag, Tsjechië        | Ahmed Haidar          |
| 1998 | İzmir, Turkije         | Hamdallah Aykutlug    |
| 1999 | Bratislava, Slowakije  | Jaroslav Horvath      |
| 2000 | Malakka, Maleisië      | Serguei Dimitriev     |
| 2001 | Yangon, Myanmar        | Thomas Scheu          |
| 2002 | Caïro, Egypte          | Jose Carlos Santos    |
| 2003 | Mumbai, India          | El Shahat Mabrouk     |
| 2004 | Moskou, Rusland        | Olegas Zuras          |
| 2005 | Shanghai, China        | Dennis Wolf           |
| 2006 | Ostrava, Tsjechië      | Ali Tabrizi           |
| 2007 | Jeju City, Zuid-Korea  | Robert Piotrkowicz    |
| 2008 | Manama, Bahrein        | Ali Tabrizi           |
| 2009 | Doha, Qatar            | Ali Tabrizi           |
| 2010 | Bakoe, Azerbeidzjan    | Mohamed Touri         |
| 2011 | Mumbai, India          | Sami al Haddad        |
| 2012 | Guayaquil, Ecuador     | Salaheddin Abufanas   |
| 2013 | Marrakesh, Marokko     | Mohamed Zakaria       |